# Лепосава Исаковић Миланин
Лепосава Исаковић Миланин (Крагујевац, 2. јун 1934 — Београд, 29. септембар 2016) била је српска архитекткиња и књижевница. Бавила се и сајамском архитектуром и сликарством.

## Биографија
Лепосава Исаковић Миланин била је кћерка грађевинског инжињера Милана и професорке Милице Јовановић. Од 1954. била је у браку са књижевником Антонијем Исаковићем са којим има кћерку Милицу Милшу, српску глумицу. Основну школу и Гимназију завршила је у Крагујевцу (1953). Године 1963. завршила је Архитектонски факултет у Београду. Служила се француским и енглеским језиком. Била је чан Удружења књижевника Србије. Писала је од своје петнаесте године. Пропутовала је Европу, Азију и Африку.

## Дела
Поред архитектуре и сликарства, Лепосава се бавила и писањем. Први штампани рад, драму Напрежем се, ал шта вреди објавила је у часопису Сцена (1972). Међу бројним делима најпознатији су њени романи и збирке прича:
- Шаке
- Војсковођа са чином редова
- Испашће нешто
- Живот и оно друго

Сарађивала је са часописима, листовима и календарима у којима је објављивала своје прозне радове, приповетке, драме и фрагменте романа: Јеж, Књижевност, Савременик, Политика, Кораци, Радио ТВ ревија, Рашка, Чачански глас, Развитак и др.